# Hypnale
Hypnale é um género de víboras-de-fosseta peçonhentas endémicas do Sri Lanka e sudoeste da Índia. Actualmente são reconhecidas três espécies monotípicas (sem sub-espécies).

## Descrição
Os membros deste género crescem até um comprimento total de 55 cm (para H. hypnale). O corpo é robusto, mas relativamente delgado quando comparado com os restantes crotalíneos. A cauda corresponde a 14-18% do comprimento total dos machos, 11-16% das fêmeas.

## Distribuição geográfica
Espécies do género Hypnale, podem ser encontradas no Sri Lanka e Índia, até altitudes de aproximadamente 1800 metros. Na Índia podem ser encontradas nos Gates Ocidentais até 16° de latitude norte.

## Habitat
Estão presentes em selvas densas, bosques secos, bosques húmidos, tanto en terras baixas como em terrenos montanhosos e em plantações. Por vezes podem ser encontradas cerca de, ou em habitações humanas.

## Comportamento
São sobretudo nocturnas, mas são frequentemente vistas enroladas à sombra durante o dia, movendo-se em dias nublados ou em condições de pouca luz. São geralmente inofensivas, tanto no seu habitat natural como em cativeiro, raramente tentando morder a não ser que sejam imobilizadas ou feridas.

## Alimentação
A sua dieta inclui lagartos, serpentes, sapos, ovos de répteis e pequenos mamíferos.

## Reprodução
Todos os membros deste género são vivíparos.

## Espécies
| Imagem | Espécie     | Autoridade       | Distribuição geográfica                                                                                      |
| ------ | ----------- | ---------------- | --- |
|        | H. hypnaleT | (Merrem, 1820)   | Índia Peninsular até os Gates Ocidentais até 16° N, e Sri Lanka.                                             |
|        | H. nepa     | (Laurenti, 1768) | No Sri Lanka en áreas de bosques, desde os bosques húmidos das terras baixas até os 1800 metros de altitude. |
|        | H. zara     | (Gray), 1849     | Sri Lanka.                                                                                                   |

T) Espécie-tipo.

## Taxonomia
Segundo Gloyd e Conant (1990), os membros deste grupo parecem estar estreitamente relacionadas com o género Calloselasma.